# 费迪南·德·雷赛布
雷赛布伯爵费迪南·马里（法語：Ferdinand Marie, Comte de Lesseps，法語發音：[də lesɛps]；1805年11月19日—1894年12月7日）通稱雷赛布，法国外交官、实业家。著名的即由他主持开凿。

## 早年和外交官生涯
雷赛布生于马赛，其母卡特琳娜是西班牙人。他的青少年时期是在意大利度过的。1825年起年轻的雷赛布在里斯本从事副领事，从而进入外交部门。1828年雷赛布又专任突尼斯的副领事。1832年又成为驻亚历山大港的副领事，由此雷赛布与埃及结缘。
1833年雷赛布来到开罗任职，期间他担任过穆罕默德·阿里之子，后来的埃及总督赛义德·巴夏的家庭教师。赛义德·巴夏深受雷赛布的影响，而雷赛布开凿苏伊士运河的想法也就在这一期间内萌发。
1837年雷赛布回法国完婚，此后他又先后在鹿特丹、马拉加、巴塞罗那任职。1846年至1849年任驻马德里大使。1849年他曾参与斡旋教皇庇护九世安全返回梵蒂冈的工作。不久他辞去了外交官职务，而第一段婚姻也宣告结束。

## 苏伊士运河的成功
1854年应巴夏之邀，雷赛布重回埃及。巴夏同意由雷赛布来主持开凿的工程。但英国出于自己利益的考虑，设法对工程进行阻挠。在欧仁妮皇后（雷賽布之表妹）及拿破仑三世的支持下，雷赛布于1858年底成立了国際苏伊士运河股份有限公司以获得资金，并终于在1869年完成工程。雷赛布由此名利双收。
1873年，雷賽布提了一個不切實際的計畫：興建從法國 Calais 到加爾各答的鐵路，沒有成功。
1884年他被选为法兰西学院院士。

## 饮恨巴拿马运河
雷赛布自扬名苏伊士运河之后，曾有考虑进行其它工程。1879年一次地理学会聚会上，包括他在内的135位学会成员选取开凿巴拿马运河为目标。雷赛布年过古稀仍被任命为巴拿马运河公司总经理，不幸这也注定了雷赛布无法保住晚节。
工程从一开始就困难重重：经营不善，资金周转不灵；巴拿马地区潮湿的气候带来的疟疾、黄热病肆虐造成大量工人死亡。最终1889年公司破产，為此法國付出20億法朗的代價，許多法國投資人血本無歸，引发的巴拿马运河丑闻使雷赛布面临5年的牢狱之灾。虽然1893年最高法院因「老邁」裁决他无罪，但雷赛布已深受打击，不久去世。

## 家庭
雷赛布与第一任妻子共有5子。1869年他有了第二次婚姻，共有12名子女。